# クローバー・シリーズ 色づく街 / 哀愁のページ
『クローバー・シリーズ 色づく街 / 哀愁のページ』（ - いろづくまち / あいしゅうのページ）は、南沙織9枚目のコンパクト盤。1975年6月1日発売。発売元はCBS・ソニー。規格品番: SOLD-72。

## 解説
CBS・ソニーから発売されていたA面2曲、B面2曲、計4曲を収録したコンパクト盤『クローバー・シリーズ』の南沙織盤第9弾。
シングルA面4曲で構成されている。

## 収録曲
- 全曲作詞: 有馬三恵子、作曲・編曲: 筒美京平

### Side A
1. 色づく街
2. 傷つく世代

### Side B
1. 哀愁のページ
2. 早春の港

## 関連作品
- 『南沙織 クローバー・シリーズ』

クローバー・シリーズ 17才
クローバー・シリーズ 純潔
クローバー・シリーズ 早春の港
クローバー・シリーズ 色づく街
クローバー・シリーズ バラのかげり / ひとかけらの純情
クローバー・シリーズ 夜霧の街 / 夏の感情
クローバー・シリーズ 17才 / 純潔
クローバー・シリーズ 想い出通り / 女性
シンシアのクリスマス
クローバー・シリーズ ひとねむり / 人恋しくて